# 華為U8800
華為 u8800（歐洲版本號：Ideos X5）是一款由華為推出的3.5GAndroid智能手機，同時也是全球首款支持HSPA+的手機，最高速度可达42 Mbit/s。是华为IDEOS系列中的一款机型，2011年時是中高端手机中的一部。提供了两种颜色选择分别是黑色和白色。

## 软件
早期搭载Android 2.2操作系统，2011年12月，提供Android 2.3操作系统的升级包。